# Кіруна
Кіруна (швед. Kiruna, фін. Kiiruna) — місто на Півночі Швеції в лені Норрботтен. Адміністративний центр однойменної комуни. Населення — 18 148 жителів (2010).
Кіруна є політичним центром шведських саамів. Тут розташовано Саамський парламент Швеції, що був відкритий шведським королем у 1993 році.
Приблизно за 40 км на схід від Кіруни розташований шведський космічний центр Есрейндж.

## Походження назви
Назва міста походить від саамського слова Giron, що означає «біла куріпка». Цей птах також зображений на гербі комуни Кіруна разом із алхімічним знаком заліза. Знак символізує гірничо-видобувну промисловість міста.

## Історія
Кіруна виникла 1900 року як містечко біля залізорудних родовищ.
У 1907—1961 і 1984—1993 роках тут функціонувала трамвайна мережа. Вона складалася з трьох ліній, а вагони заїжджали до копалень.
Статус міста Кіруна отримала 1948 року.

## Герб міста
Герб міста затверджено 1949 року: щит перетятий, у верхньому срібному полі синій алхімічний знак заліза, у нижньому синьому  — срібна куріпка. Ці символи вказували на назву міста та на багаті поклади залізної руди.
Після адміністративно-територіальної реформи, проведеної в Швеції на початку 1970-х років, муніципальні герби стали використовуватися лишень комунами. Тому з 1974 року цей герб представляє комуну Кіруна, а не місто.

## Географія
Кіруна знаходиться між трьома рудними горами — Кірунавара, Луоссавара та Туолавара, біля озера Луоссаярві на висоті 500 м над рівнем моря.
Оскільки місто розкинулося за 145 км на північ від полярного кола, то від 30 травня по 15 липня воно перебуває в зоні полярного дня, а полярна ніч буває в грудні-січні.

### Клімат
Місто знаходиться у зоні, котра характеризується континентальним субарктичним кліматом. Найтепліший місяць — липень із середньою температурою 12.2 °C (54 °F). Найхолодніший місяць — грудень, із середньою температурою -13.3 °С (8 °F).
| Клімат Кіруни           | Клімат Кіруни | Клімат Кіруни | Клімат Кіруни | Клімат Кіруни | Клімат Кіруни | Клімат Кіруни | Клімат Кіруни | Клімат Кіруни | Клімат Кіруни | Клімат Кіруни | Клімат Кіруни | Клімат Кіруни | Клімат Кіруни |
| Показник                | Січ.          | Лют.          | Бер.          | Квіт.         | Трав.         | Черв.         | Лип.          | Серп.         | Вер.          | Жовт.         | Лист.         | Груд.         | Рік           |
| Абсолютний максимум, °C | 5             | 5             | 7             | 10            | 17            | 28            | 27            | 25            | 16            | 10            | 6             | 2             | 28            |
| Середній максимум, °C   | −9            | −8            | −3            | 0             | 6             | 13            | 17            | 16            | 8             | 0             | −4            | −10           | 2             |
| Середня температура, °C | −12           | −10           | −6            | −3            | 2             | 8             | 12            | 11            | 5             | −1            | −6            | −12           | 1             |
| Середній мінімум, °C    | −15           | −13           | −10           | −7            | −1            | 4             | 7             | 7             | 2             | −3            | −8            | −15           | −4            |
| Абсолютний мінімум, °C  | −33           | −28           | −23           | −23           | −7            | −2            | 0             | −7            | −5            | −16           | −28           | −30           | −33           |
| Норма опадів, мм        | 10            | 10            | 10            | 20            | 30            | 50            | 60            | 70            | 50            | 40            | 30            | 20            | 440           |
| Днів з опадами          | 1             | 1             | 1             | 5             | 11            | 16            | 16            | 17            | 13            | 8             | 3             | 2             | 94            |
| Днів з дощем            | 2             | 1             | 2             | 3             | 4             | 6             | 7             | 7             | 5             | 4             | 4             | 2             | 51            |
| Вологість повітря, %    | 91            | 77            | 70            | 80            | 69            | 65            | 71            | 72            | 76            | 84            | 82            | 0             | 0             |
| ----------------------- | ------------- | ------------- | ------------- | ------------- | ------------- | ------------- | ------------- | ------------- | ------------- | ------------- | ------------- | ------------- | ------------- |
| Джерело: Weatherbase    |               |               |               |               |               |               |               |               |               |               |               |               |               |

## Економіка
Кіруна є крупним виробником заліза в країні. Це зумовлено розташованими біля міста значними покладами залізної руди.

## Транспорт
у Кіруні є аеропорт, розташований за 9 км від центру міста. Має регулярне повітряне сполучення зі Стокгольмом, Лулео, Естерсундом і Тромсе.
Через Кіруну проходить Автошлях E10 з Норвегії до Лулео. Також є залізничне сполучення зі Стокгольмом та норвезьким Нарвіком. (Кіруна (станція))

## Визначні пам'ятки
Церква Кіруни (швед. Kiruna kyrka) — одна з найбільших дерев'яних будівель Швеції. Її споруджено в еклектичному псевдоготичному стилі, з вівтарем у стилі модерн.
Побудована в 1909—1912 роках за проектом архітектора Густава Вікмана.
Церкву вважають однією з найвизначніших споруд шведської національно-романтичної архітектури. Будівля увібрала в себе риси американської дерев'яної архітектури з впливами норвезької каркасної церковної архітектури та саамських дерев'яних хатин.
В оформленні церкви брали участь принц Євген (син короля Оскара II), який розписав вівтарну частину, а також Крістіан Ерікссон, який створив рельєф для фасаду будівлі.
У місті є Льодовий готель, побудований повністю з льоду. Щорічно здійснюється його реконструкція.

## Спорт
У місті функціонують кілька різних спортивних клубів:
- Кіруна ФФ — футбольний клуб, створений 1970 року.
- Кіруна ІФ — хокейний клуб, створений 1988 року.
- Кіруна АІФ — спортивний клуб (заснований 1927 року), має секції баскетболу, футболу, гандболу, хокею, флорболу та важкої атлетики.
- ІФК Кіруна — спортивний клуб (заснований 1907 року), має секції волейболу, футболу, хокею, фігурного катання.

## Відомі уродженці
- Бер'є Сальмінг (нар. 1953) — шведський хокеїст, гравець збірної Швеції та клубів НХЛ Торонто Мейпл-Ліфс і Детройт Ред-Вінгс
- Мікаель Свонні (* 1950) — шведський учений-лінгвіст.

## Міста-побратими
- Росія, Архангельськ.
- Норвегія, Нарвік.

## Галерея

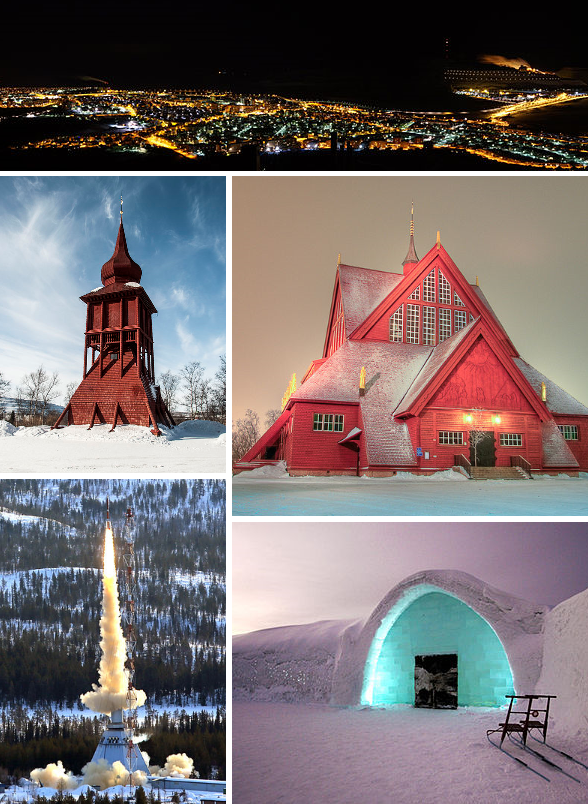
Кіруна
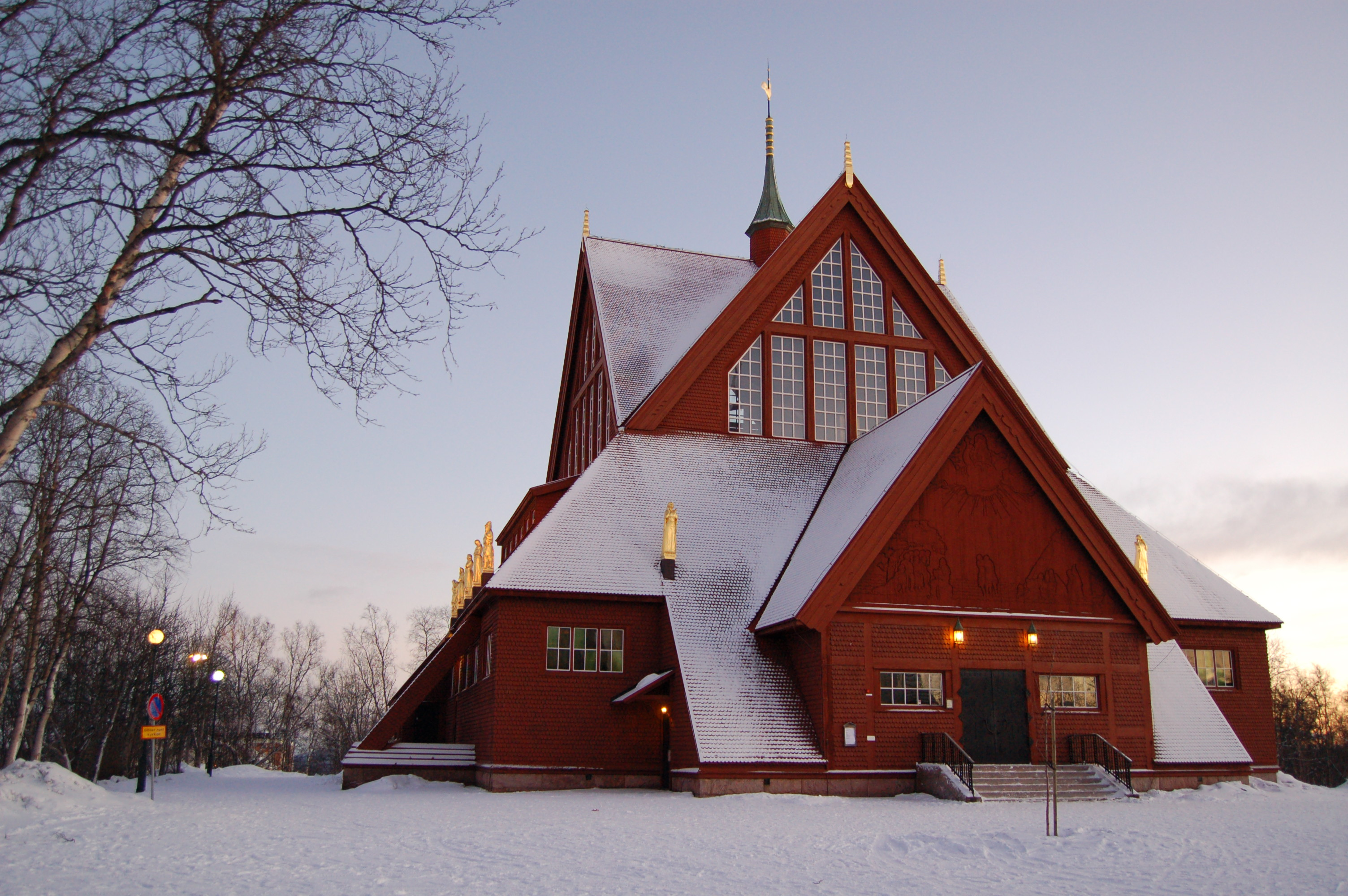
Церква Кіруни
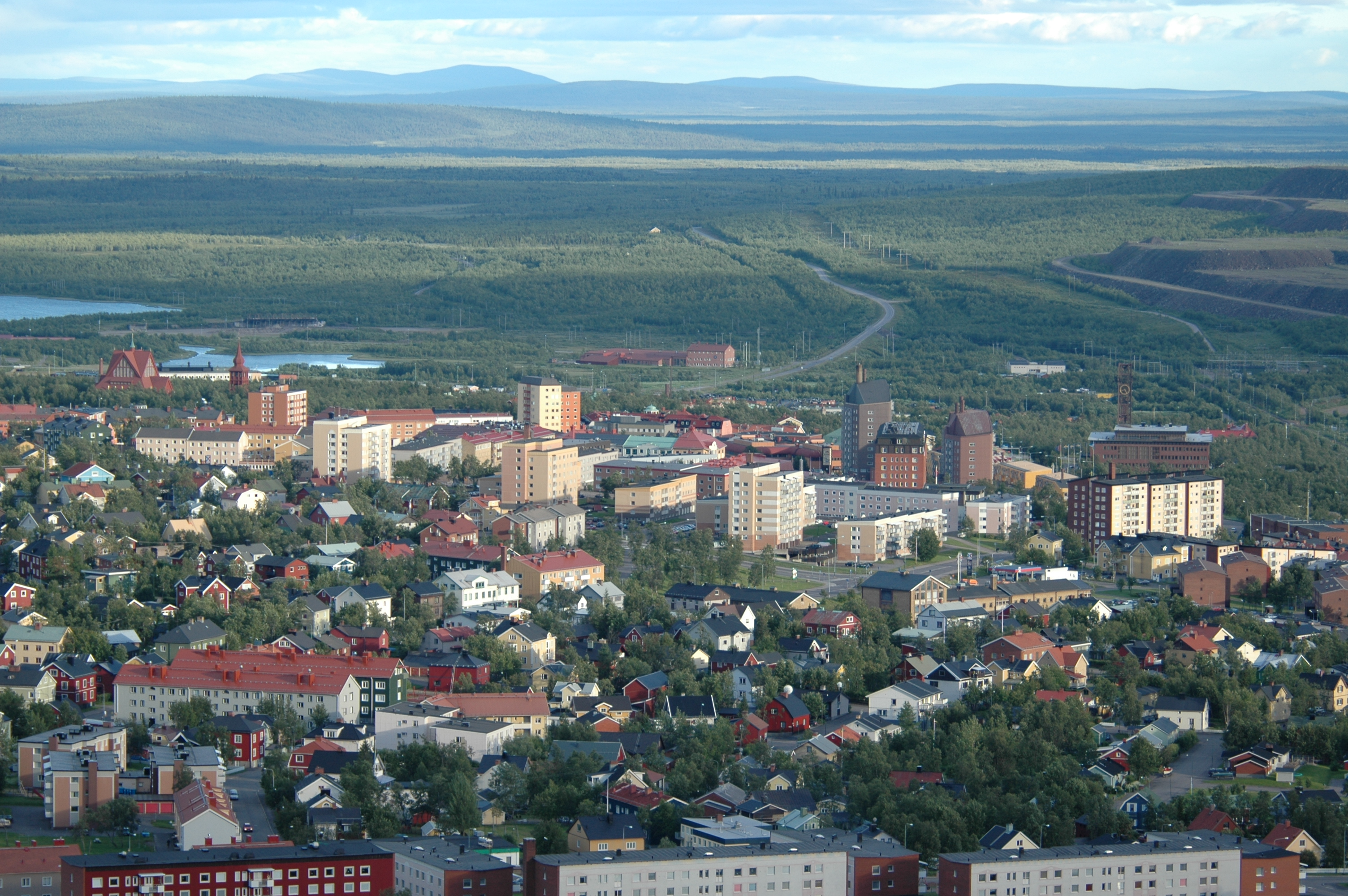
Місто з висоти пташиного польоту
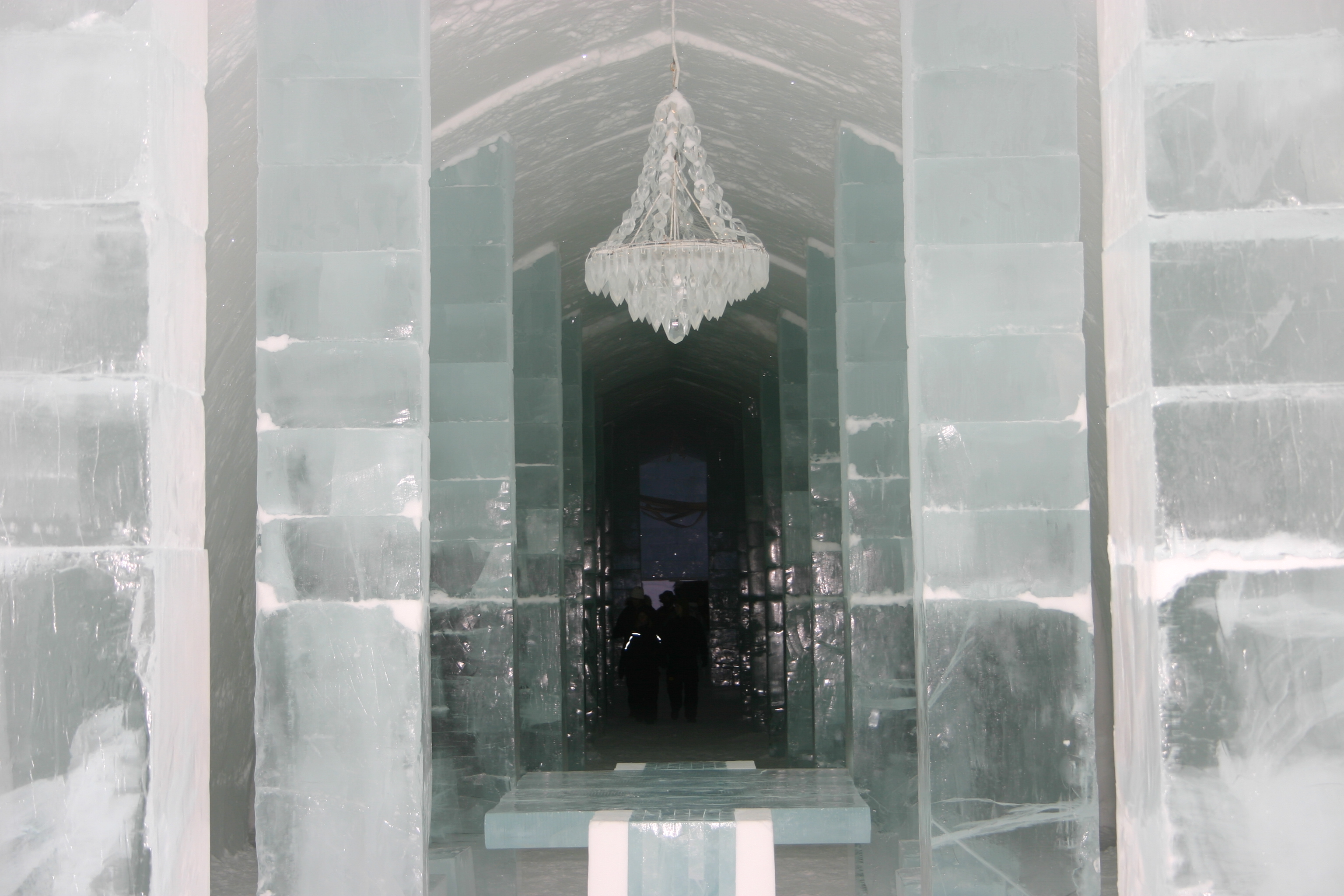
Льодовий готель
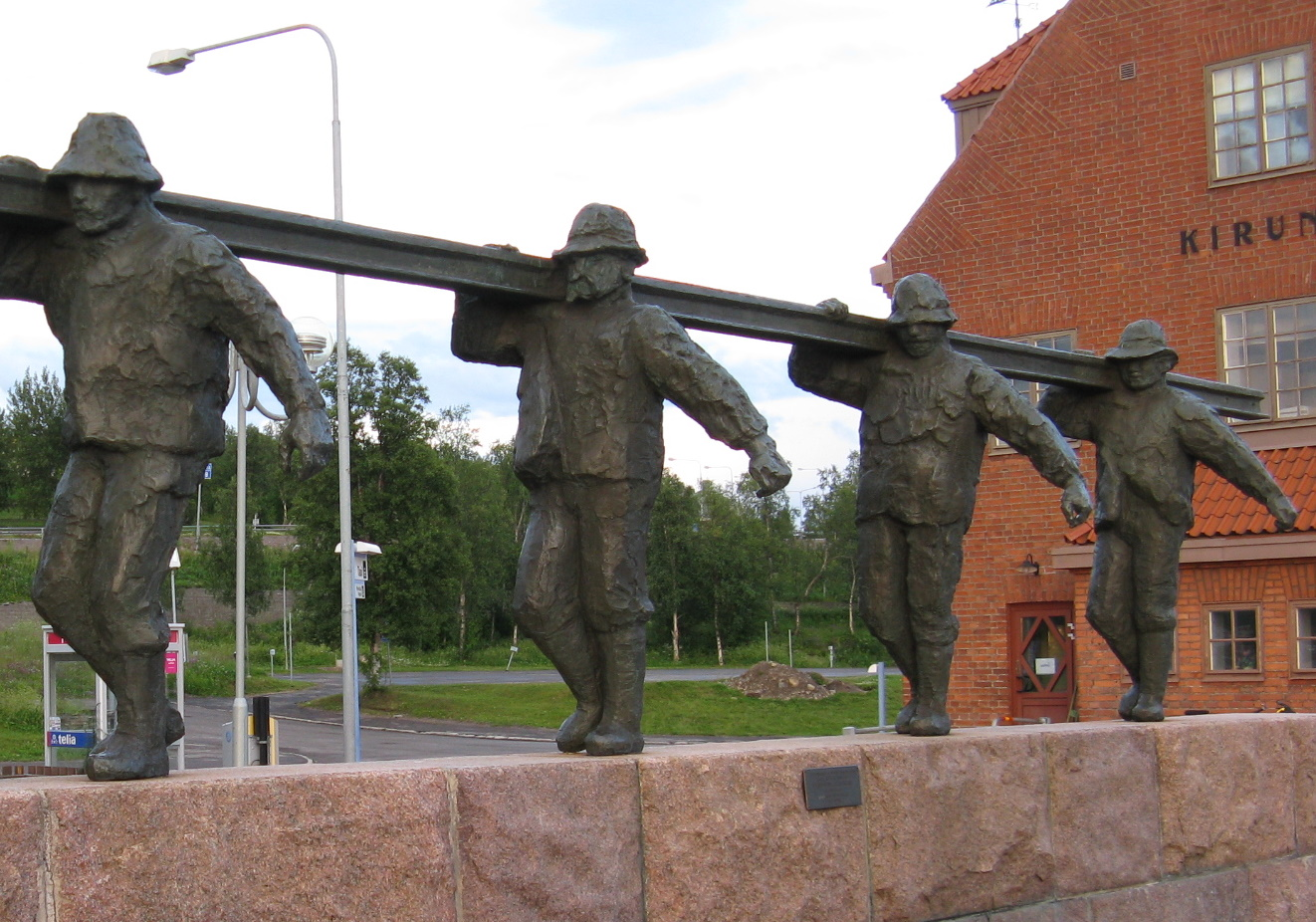
Пам'ятник біля залізничного вокзалу